# Patinatge artístic als Jocs Olímpics d'hivern de 1984
Als Jocs Olímpics d'Hivern de 1984 celebrats a la ciutat de Sarajevo (Iugoslàvia) es disputaren quatre proves de patinatge artístic sobre gel, una en categoria masculina, una altra en categoria femenina i dues en categoria mixta per parelles.
Les proves es disputaren entre els dies 10 i 18 de febrer de 1984 a l'Olympic Hall Zetra. Hi participaren un total de 114 patindors, entre ells 57 homes i 57 dones, de 20 comitès nacionals diferents.

## Resum de medalles

### Categoria masculina
| Prova              | Or             | Argent      | Bronze         |
| Individual Detalls | Scott Hamilton | Brian Orser | Jozef Sabovcik |

### Categoria femenina
| Prova              | Or            | Argent           | Bronze       |
| Individual Detalls | Katarina Witt | Rosalynn Sumners | Kira Ivanova |

### Categoria mixta
| Prova            | Or                                          | Argent                                             | Bronze                                             |
| Parelles Detalls | Unió Soviètica Elena Valova · Oleg Vasiliev | Estats Units Kitty Carruthers · Peter Carruthers   | Unió Soviètica Larisa Selezneva · Oleg Makàrov     |
| Dansa Detalls    | Regne Unit Jayne Torvill · Christopher Dean | Unió Soviètica Natalia Bestemianova · Andrei Bukin | Unió Soviètica Marina Klimova · Sergei Ponomarenko |

## Medaller
| Posició | País           | Or | Argent | Bronze | Total |
| 1       | Unió Soviètica | 1  | 1      | 3      | 5     |
| 2       | Estats Units   | 1  | 2      | 0      | 3     |
| 3       | Regne Unit     | 1  | 0      | 0      | 1     |
| 3       | RDA            | 1  | 0      | 0      | 1     |
| 5       | Canadà         | 0  | 1      | 0      | 1     |
| 6       | Txecoslovàquia | 0  | 0      | 1      | 1     |
|         |                |    |        |        |       |
| Total   | Total          | 4  | 4      | 4      | 12    |